# 丁璐
丁璐（1421年—？），字元美，江西南昌府豐城縣人，明朝政治人物。進士出身。

## 生平
江西鄉試第一百四十九名。天順元年（1457年）丁丑科會試第一百八十名，殿試登進士第三甲第一百零五名，授工部主事。成化間陞敘州府知府，九年後陞廣東左參政。

## 家族
曾祖丁伯善。祖父丁維辰。父亲丁秉操。